# Carrière d'andalousite de Glomel
La carrière d'andalousite de Glomel est un site carrier français de classe mondiale situé à Guerphalès sur la commune de Glomel (Côtes-d'Armor). Le minéral exploité, l'andalousite, y est extrait depuis 1970 et est principalement utilisé pour la fabrication de matériaux réfractaires en raison de sa résistance aux fortes températures. L'opérateur de la carrière, Imerys, en extrait chaque année 65 000 tonnes d’andalousite, représentant 25 % de la production mondiale.

## Extraction
Le gisement de Guerphalès présente la teneur en andalousite la plus élevée du monde et son exploitation emploie 110 personnes. C'est le seul site européen d'exploitation du minéral et la carrière permet à elle seule de faire de la France le troisième plus grand pays producteur d'andalousite. 
Le site s'étend sur 250 hectares. L'andalousite y est extraite à ciel ouvert, principalement de la troisième fosse, à l’aide de tirs d’explosifs. Les blocs extraits sont transportés vers l'usine où ils sont broyés et criblés. L'andalousite est ensuite séparée des autres minéraux par des procédés magnétiques et électrostatiques. Après purification, le minéral est broyé en poudre ou granulés pour être utilisé dans la fabrication de matériaux réfractaires. L'eau utilisée dans l'extraction est recyclée dans un circuit fermé et traitée avant d’être rejetée.
Au total, 1.2 million de tonnes de minerai sont extraites chaque année représentant 65 000 tonnes de produit raffiné (25 % de la production mondiale),.
L'andalousite est ensuite utilisée dans les aciéries ou pour produire de l’aluminium ainsi que pour faire des moules pour les cimenteries et l’industrie du verre. 

## Histoire
La première fosse est ouverte en 1970 en même temps que l'usine Damrec (Donain Anzin minéraux réfractaire et céramique). La seconde est ouverte en 1986.
En 1998, la première fosse est fermée et la fosse 3 est ouverte.
En 2021, Imerys dépose une demande d’autorisation environnementale dans le but d'ouvrir une quatrième fosse. Une enquête publique se tient du 30 octobre au 15 décembre 2023 au terme de laquelle la commissaire émet un avis favorable « se fondant sur l’étude du dossier, les observations du public, les avis rendus par les instances concernées et par les services de l’État, ainsi que les visites sur les sites concernés » mais demande « que l’intégralité des engagements pris par Imerys soit retranscrite en tant que prescriptions dans la nouvelle autorisation d’exploiter ». 
En 2024, l'extension de la carrière d'andalousite est validée par la préfecture des Côtes-d'Armor, mais elle suscite une opposition. Tandis que le maire et de nombreux habitants soutiennent le projet pour ses retombées économiques et la préservation des emplois, des défenseurs de l'environnement, inquiets des risques de pollution, déposent un recours en justice,.